# Jüdische Gemeinde Adelsdorf

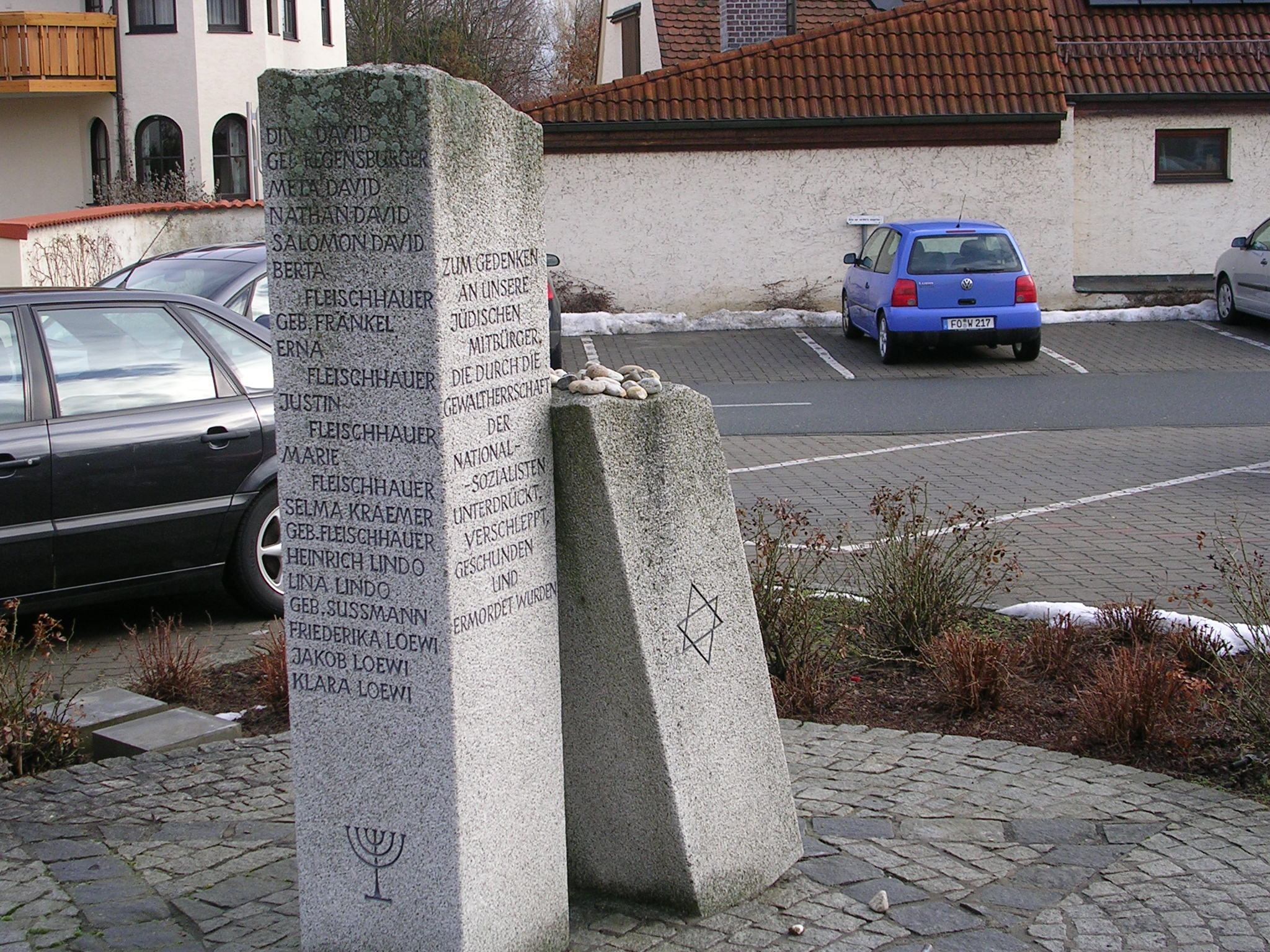
Mahnmal für die jüdischen Opfer der nationalsozialistischen Gewaltherrschaft

Die Jüdische Gemeinde in Adelsdorf, einer Gemeinde im Landkreis Erlangen-Höchstadt in Bayern, bestand wohl bereits seit dem 16. Jahrhundert.

## Geschichte
1448 wird erstmals ein Jude am Ort genannt und 1525 werden die beiden Juden Selig und Leb überliefert. 1598 gab es vier Judenhäuser, die zur Herrschaft der Familie Stiebar gehörten.
1630 werden in der Adelsdorfer Gemeindeordnung die Gebühren für den Zuzug jüdischer Familien geregelt. 1699 gab es in Oberfranken Pogrome gegen jüdische Gemeinden auf Grund der Teuerung und der Getreidenot, die man Juden anlastete. Auch in Adelsdorf wurden die Häuser der jüdischen Bewohner zerstört und ausgeraubt. 1709 und 1771 gab es jeweils drei jüdische Haushaltungen und danach nahm die Zahl der jüdischen Einwohner wieder zu.
Bis um 1845 war Adelsdorf Sitz eines eigenen Rabbinates (Distriktsrabbinat Adelsdorf), das vermutlich Mitte oder Ende des 17. Jahrhunderts eingerichtet worden war. Danach hatte die jüdische Gemeinde in Adelsdorf einen Religionslehrer angestellt, der auch als Vorbeter und Schächter tätig war. Ihre Toten bestattete die jüdische Gemeinde auf dem Friedhof in Zeckern.
Die jüdischen Familien waren wohl seit der Mitte des 19. Jahrhunderts im Leben des Ortes integriert. Zu den Gründern der Freiwilligen Feuerwehr gehörten 1878 auch folgende jüdische Einwohner: Simon Löwi, Nathan Regensburger, Abraham Salomon, Jakob Strauss, Abraham Wassermann, Simon Strauss und Salomon Wassermann. Die jüdischen Geschäftsleute waren von großer Bedeutung für die wirtschaftliche Entwicklung in Adelsdorf.

## Synagoge

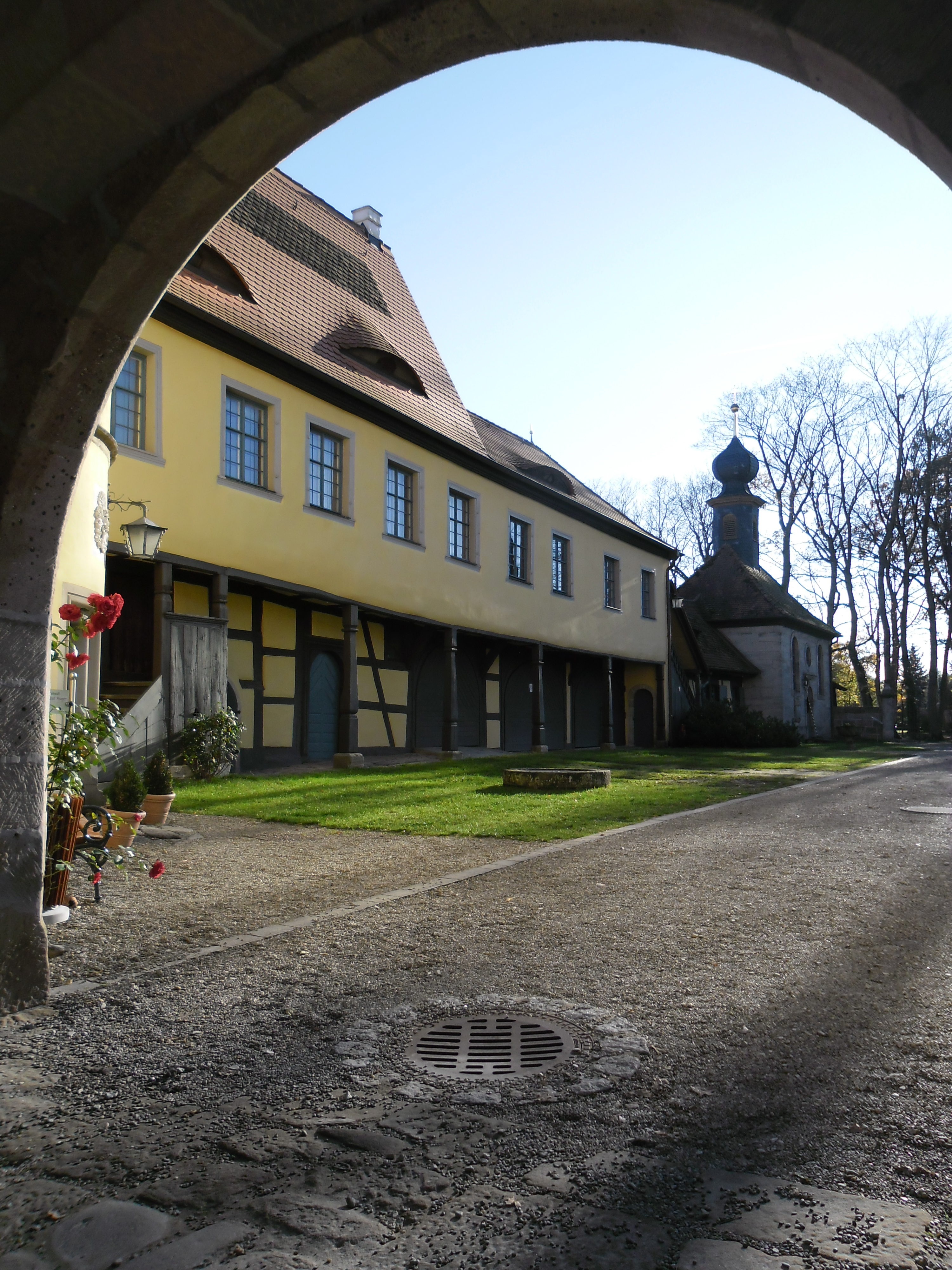
Schloss

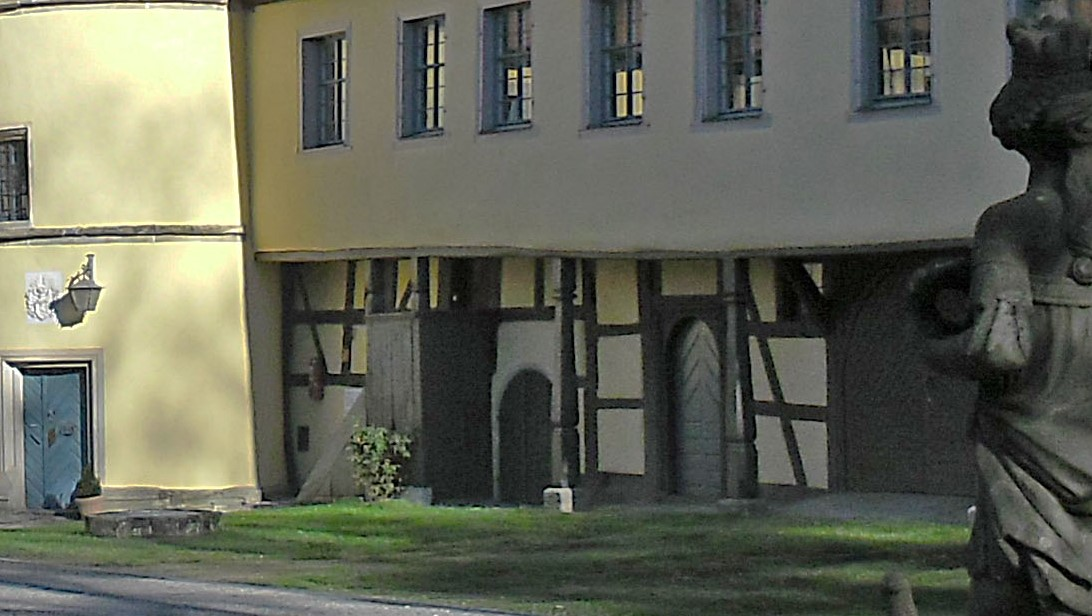
Stelle gleich links nach dem Eingang im Schloss der Familie von Bibra zum Gebet gesammelt haben

Die erste Synagoge in Adelsdorf wurde Mitte des 17. Jahrhunderts in der Adelshardsgasse errichtet. In diesem Teil des Ortes befanden sich mehrere jüdische Wohnhäuser. 1699 wurde die Synagoge bei einem Pogrom zerstört. Nach einer Überlieferung am Ort sollen sich die Juden – zumindest eine Zeitlang – mit dem Rabbiner an einer überdachten Stelle gleich links nach dem Eingang im Schloss der Familie von Bibra zum Gebet gesammelt haben.
Erst für 1822 ist der Bau einer neuen Synagoge nachweisbar. Im Synagogengebäude befand sich auch die Vorsängerwohnung.
Beim Novemberpogrom 1938 wurde die Inneneinrichtung der Synagoge durch SS-Männer und Angehörige des Reichsarbeitsdienstes zerstört.
1941 kaufte die Adelsdorfer Gemeinde das Synagogengebäude und nutzte es als Feuerwehrhaus. Nach dem Bau eines neuen Feuerwehrhauses wurde die ehemalige Synagoge an einen Geschäftsmann verkauft, der das Gebäude 1979 abreißen ließ.

## Gemeindeentwicklung
| Jahr | Gemeindemitglieder                    |
| ---- | ------------------------------------- |
| 1685 | 70 Personen                           |
| 1690 | 110 Personen, etwa 12 % der Einwohner |
| 1735 | 161 Personen, etwa 32 % der Einwohner |
| 1812 | 260 Personen                          |
| 1824 | 283 Personen, etwa 31 % der Einwohner |
| 1840 | 216 Personen                          |
| 1852 | 183 Personen, etwa 20 % der Einwohner |
| 1875 | 90 Personen                           |
| 1890 | 79 Personen                           |
| 1910 | 68 Personen, etwa 7 % der Einwohner   |
| 1925 | 64 Personen                           |
| 1933 | 60 Personen                           |
| 1939 | 23 Personen                           |
| 1942 | 11 Personen                           |

## Nationalsozialistische Verfolgung
Viele der 60 jüdischen Bürger, die 1933 in Adelsdorf lebten, zogen in größere Orte oder konnten emigrieren. Während des Novemberpogroms 1938 wurden alle Häuser jüdischer Familien demoliert. Die letzten in Adelsdorf lebenden Juden wurden 1942 deportiert und ermordet.
Das Gedenkbuch des Bundesarchivs verzeichnet 28 in Adelsdorf geborene jüdische Bürger, die dem Völkermord des nationalsozialistischen Regimes zum Opfer fielen.

## Gedenken
Im November 2000 wurde ein Gedenkstein für die jüdischen Mitbürger aus Adelsdorf, die in der Zeit des Nationalsozialismus ermordet wurden, aufgestellt. Die Inschrift des Gedenksteines lautet: Zum Gedenken an unsere jüdischen Mitbürger, die durch die Gewaltherrschaft der Nationalsozialisten unterdrückt, verschleppt, geschunden und ermordet wurden.